# Carmen Souza
Carmen Souza (Lissabon, 20 mei 1981) is een Portugese zangeres, songwriter en musicus met Kaapverdische wortels. Haar muziek is een mix van Kaapverdische stijlen en jazz.

## Biografie
Souza werd in 1981 geboren in Lissabon als dochter van Kaapverdische ouders. Ze groeide op in Almada met haar moeder. Haar vader werkte op vrachtschepen en was daarom het grootste deel van het jaar weg van huis. Als hij thuis was speelde hij soms gitaar. In het ouderlijk huis luisterde Souza naar Kaapverdische muziek, van artiesten als Cesária Évora, Bana, Luís Morais, Travadinha, Voz de Cabo Verde en Os Tubarões. Ze groeide op met zowel Kaapverdisch-Creools als Portugees.
Op haar 17e ging ze zingen in een gospelkoor. Daar ontmoette ze musicus (bas, contrabas) en muziekproducent Theo Pascal, met wie ze vanaf dat moment zou samenwerken. Via Pascal leerde ze veel jazzmuziek kennen. De jazz van zangeressen en musici als Ella Fitzgerald, Billie Holiday, Nina Simone, Thelonious Monk, Herbie Hancock, John Coltrane en Horace Silver werd een belangrijke invloed in haar muziek. Rond haar 28e verhuisden ze naar Londen. Souza en Pascal schrijven samen songs, daarnaast zingt Souza terwijl Pascal bas speelt en produceert.
Ze gaven optredens op onder andere het North Sea Jazz Festival, het Monterey Jazz Festival, het Montreal Jazz Festival, WOMAD en in het Bimhuis.

## Muziekstijl
Souza's muziek is een mix van jazz en Kaapverdische muziek. In haar muziek komen invloeden terug van Kaapverdische genres zoals morna, funaná, coladeira, batuque en contradança. Ze zingt vaak in het Kaapverdisch-Creools, maar ook in het Engels en Portugees. Naast songs van eigen hand zong ze jazzcovers zoals Moonlight Serenade (Glenn Miller) en My Baby Just Cares for Me (Nina Simone), en ook traditionele Kaapverdische songs zoals Sodade en Seis one na Taraffal. In diverse songs combineert ze jazz en Kaapverdische muziek op nieuwe manieren: Donna Lee van Miles Davis met een funaná ritme of een batuque-versie van My Favorite Things (bekend van The Sound of Music). Souza werd meermaals vergeleken met andere jazz-zangeressen, zoals Billie Holiday, Ella Fitzgerald, Sarah Vaughan, Diana Krall, Esperanza Spalding en Cleo Laine.
Een belangrijke inspiratiebron voor Souza is Horace Silver. Silver was een Amerikaanse jazzpianist met Kaapverdische wortels, die Kaapverdische invloeden in zijn muziek verwerkte en in 1966 een album uitbracht met de titel Cape Verdian Blues. Souza nam diverse van zijn songs op en bracht in 2019 een eerbetoon uit aan Silver, het album The Silver Messengers.
Souza en Pascal beperkten zich niet tot jazz en Kaapverdische muziek. Zo kwamen op het album Creology (2017) invloeden langs uit de lusofone landen Kaapverdië, Brazilië, Mozambique en Angola, plus Cuba en de Verenigde Staten. Op Port'Inglês (2024) zijn invloeden te horen van shanty's en Britse folk. Op Interconnectedness zong Souza covers van Sous le ciel de Paris (Édith Piaf) en Pata pata (Miriam Makeba).

## Erkenning en waardering
In 2013 won Souza een Cabo Verde Music Award (CVMA) in de categorie Beste Zangeres.
The Silver Messengers werd in 2020 genomineerd voor de Preis der deutschen Schallplattenkritik in de categorie Wereldmuziek.
Port’Inglês bereikte in december 2024 de 5e positie in de World Music Charts Europe.
AllMusic schreef over Souza dat haar stem "een opmerkelijk lenig instrument" is, sensueel, percussief, soulvol en in staat om meerdere stemmingen te verkennen binnen één regel van een song.

## Discografie
- Ess e nha Cabo Verde (Jazzpilo, 2005)
- Protegid (Galileo, 2010)
- Verdade (Galileo, 2010)
- London Acoustic Set (Galileo, 2011)
- Kachupada (Galileo, 2012)
- Live At Lagny Jazz Festival (Galileo, 2013)
- Epistola (Galileo, 2015)
- Creology (Galileo, 2017)
- The Silver Messengers (Galileo, 2019)
- Interconnectedness (Galileo, 2022)
- Port’Inglês (Galileo, 2024)